# REC (만화)
《REC》은 월간 선데이 제넥스에 연재되고 있는 하나미자와 Q타로의 러브 코미디 만화이다. 2002년 12월호부터 2013년 4월호까지 연재되었다. 2006년 2월에는 애니메이션이 방송되었다. 또 드라마 CD나 이미지 송 등의 발매도 결정되었다.

## 타이틀에 대해
원작의 타이틀 로고에는 원 안에 〈렉〉(レック)이라고 쓰여진 마크가 〈REC〉의 〈R〉 앞에 들어가 있다. 이 원 마크는, AV기기 등에서 일반적인 녹화, 녹음을 나타내는 기호를 본뜬 것이다. 이 마크를 〈●〉라는 기호로 표현하면, 〈●REC〉로 표기하는 것을 정식이라고 여겨 단행본의 판권 페이지나 목차에서도 그렇게 표기되어 있다. 그러나 발행원(쇼가쿠칸)이나 연재잡지(월간 선데이 제넥스), 애니메이션의 홈페이지에서는 단지 〈REC〉로 표기되어 있어 통일되어 있지 않다. 덧붙여서, 작가는 단행본 권말의 후서나 자신의 홈페이지에서 〈●REC〉로 표기하고 있다.
연재 초기에는 〈●REC~꿈의 기록~〉으로 부제가 붙어 있었지만, 단행본 1권이 발행될 때엔 〈~꿈의 기록~〉을 없애고, 〈●REC〉로 제목을 고쳤다.

## 줄거리
제과 회사에 근무하는 마츠마루 후미히코는 영화관에서 성우의 온다 아키와 알게 된다. 그날 밤, 아카의 아파트에 화재가 발생해 집에 데려온 것을 계기로 마츠마루의 아파트에서 동거하게 된다. 그 후, 아카는 성우인 꿈을 순조롭게 실현해 가지만, 반면 일이 잘 되지 않는 마츠마루와 싸우는 일이 잦아진다. 그러던 중 우연히 동석한 회식에서 서로의 기분을 확인하게 되고 마침내 연인이 되지만, 성우라는 직업상 연인이라는 것을 공표할 수도 없는 두 사람의 비밀 연애가 시작된다.

## 등장인물
마츠마루 후미히코(松丸文彦)
성우 - 야스무라 마코토 / 강수진
26세. 이노우에 제과(후에 브리스코이노우에)에서 근무하는 샐러리맨. 처음엔 총무부에 소속해 있었지만, 나뭇잎형 스낵 〈잎〉의 사내공모 CM기획으로 마츠마루의 기획이 채용되어 염원하던 기획부로 이동한다.
온다 아카(恩田赤)
성우 - 사카이 카나코 / 배정미
20세. 성우 사무소 제네 프로에 소속된 신인 성우. 꿈은 오드리 햅번의 더빙. 나뭇잎형 스낵 〈잎〉의 이미지 캐릭터 〈고양이나무〉의 소리를 담당. 그 후, 극장 애니메이션 〈쥬피터 대제〉의 히로인으로 결정되는 등, 순조롭게 꿈을 이루어 간다.
요시오카(吉岡)
성우 - 토요구치 메구미 / 오수경
27세. 아카의 담당 매니저. 아카를 잘 이해해주고, 마츠마루와의 관계도 인정하고 있다.
아오모리 하지메(青森一)
성우 - 이나다 테츠
43세. 제네 프로 사장. 이혼한 경험이 있다. 요시오카와는 10년간 교제중이다. 현재 헤어스타일은 카츠라 코에다와 같은 모히칸이지만, 옛날에는 아프로였다.
사카모토(逆本)
30세. 아카의 예전 매니저. 초반에 아카와 마츠마루를 갈라 놓으려고 했다.
타나카(田中)
성우 - 코야마 키미코 / 장경희
이노우에 제과에 근무하는 여사원으로 경리 담당. 마츠마루가 마음을 품고 있었지만, 차여 버린다.
세키가하라 히데요시(関ヶ原秀吉)
32세. 전설의 영화 감독. 3년간 행방불명이었다. 그 3년간은, 인도에 여행을 떠나거나, 〈노숙자야말로 진정한 생활자다〉라며 노숙자 생활 등을 하고 있었다. 3년 만에 다루는 〈쥬피터 대제〉에, 아카를 히로인으로 기용한다.
쿠보 카즈시(久保一志)
특수 촬영 히어로 출신의 배우. 본명은 〈야마다 이치로〉. 드라마 〈폭풍우의 택트〉에서는 주인공을 연기했다. 아카의 팬이며, 실은 아카와 같은 중학교 출신으로, 중학생 때 아카에게 고백해 차였다. 덧붙여서, 중학생 때는 살쪄 있었다. 〈쥬피터 대제〉에서는 주인공 〈쥬피터〉로 기용. 아카와 같은 20세.
하타케다 요시오(畑田良夫)
성우 - 오노 다이스케 / 이원준
이노우에 제과에 근무하는 샐러리맨. 마츠마루와는 동기이고 자주 함께 있다. 온다 아카의 열광적인 팬.
호소메(細目)
마츠마루의 상사로 선전부의 부장. 이름대로 눈이 가늘다.
타카가와라(高河原)
41세. 초인기 밴드 〈모트레라〉의 기타리스트. 아카와의 열애 스캔들이 보도되지만, 당연히 아무 근거도 없는 오보. 실은 처자가 있다. 세키가하라 감독과는 형제이지만, 세상에는 공표하고 있지 않다.
온다 아오(音田青)
본명은 〈온다 아오〉(恩田青). 온다 아카의 여동생. 〈온다〉(音田)는 펜 네임. 〈쥬피터 대제〉의 애니메이터를 담당하고 있다. 1세 연하의 19세.
코이와이 마키(小岩井まき)

유키지 아카리(雪路あかり)

쿠도 마시로(工藤本白)

사쿠라바 쿄코(桜庭杏子)

온다 아이(恩田藍)

하타이케 모모카(幡池桃花)